# Anna Maria Strada

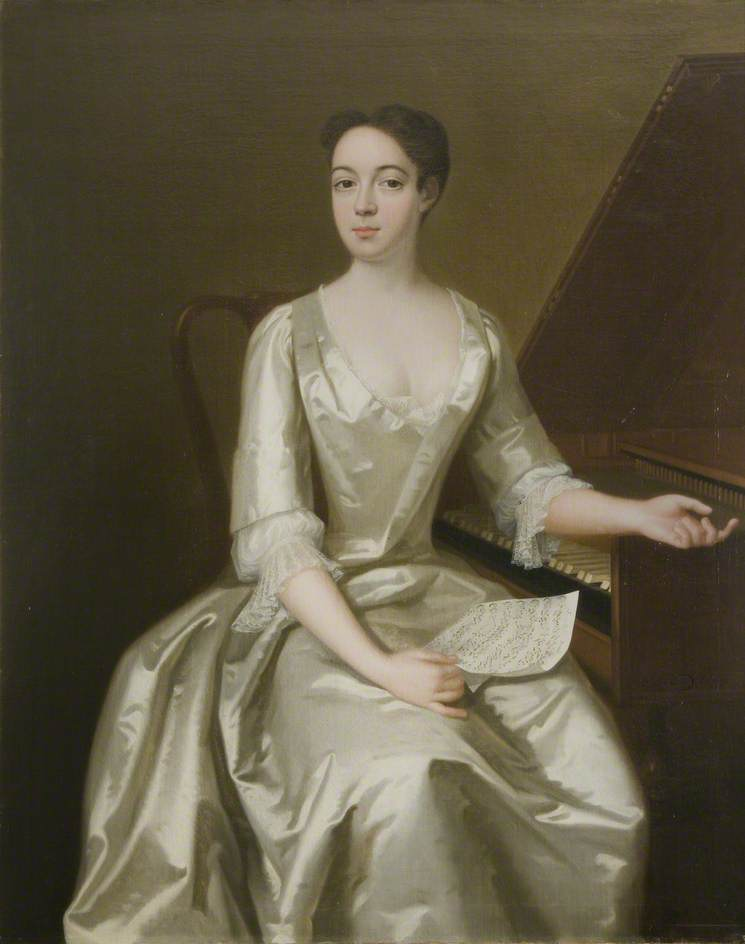
Anna Maria Strada

Anna Maria Strada del Pò, genannt la Stradina (* ca. 1703 in Bergamo; † 20. Juli 1775 in Neapel) war eine italienische Opernsängerin (Sopran), die hauptsächlich für ihre Mitwirkung in vielen Opern und Oratorien Georg Friedrich Händels bekannt ist, darunter die Ginevra in Ariodante und die Titelpartie in Alcina.

## Leben

### Jugend und frühe Karriere
Anna Maria Stradas Herkunft, Jugend und Ausbildung sind nicht genau erforscht. Laut Jean-Benjamin de la Borde stammte sie aus Bergamo. Zsovár meint, dass Anna Maria möglicherweise eine Tochter des Bassisten Giuseppe Maria Strada gewesen sein könnte, der zwischen 1709 und 1711 in der Kapelle von Santa Maria Maggiore in Bergamo angestellt war und zwischen 1690 und 1715 in diversen Opernproduktionen in Norditalien mitwirkte.

Die Karriere der Strada lässt sich nicht ganz ohne Lücken verfolgen. 1720 wurde sie virtuosa da camera am Hofe des Gouverneurs von Mailand, Graf Girolamo (oder Hieronymus) von Colloredo-Waldsee, und trat im Spätsommer dieses Jahres am dortigen Theater in einer Oper Aquilio in Siracusa (von Giuseppe Vignati ?) auf, neben Francesco Borosini. 

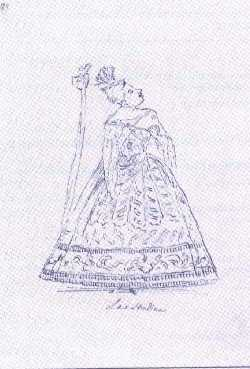
Anna Maria Strada, Karikatur von Antonio Maria Zanetti, um 1720–1725

Noch im selben Jahr sang sie in Venedig am Teatro Sant’Angelo für Antonio Vivaldi die Rolle der Rosane in der Premiere von La verità in cimento. Vivaldi setzte sie auch 1721 in Mailand in seiner Oper La Silvia ein. Dabei sang sie neben dem Kastraten Giovan Battista Minelli und dem Tenor Annibale Pio Fabbri, welcher später zusammen mit ihr einer von Händels Sängern in London wurde. 1722 war die Strada in Livorno und 1724 in Lucca.
Im Zeitraum von 1724 bis 1726 hatte sie dann ein Engagement am Teatro San Bartolomeo in Neapel, wo sie in einer Reihe von Opern neben dem jungen Farinelli und der Altistin Vittoria Tesi sang, darunter in Nicola Porporas Semiramide, Leonardo Vincis Eraclea und Astianatte, und in Werken von Domenico Sarro und Giovanni Porta. Ihr erster Auftritt als prima donna war 1725 in Leonardo Leos Zenobia in Palmira (ebenfalls mit Farinelli).

Während ihrer Zeit in Neapel heiratete sie Aurelio del Pò (1698–1773), der zeitweise der Manager des Theaters war. Angeblich soll sie ihn geheiratet haben, weil er ihr eine vereinbarte Gage von 2000 Dukaten nicht bezahlen konnte „und ihr als Entschädigung die Ehe anbot“. Es ist nicht bekannt, wo sie sich zwischen 1726 und 1729 aufhielt und was sie in diesem Zeitraum getan hat.

### Bei Händel in England 1729–1738
Georg Friedrich Händel engagierte die Strada 1729 zusammen mit dem Altisten Antonio Bernacchi, Antonia Merighi, Francesca Bertolli und dem Tenor Annibale Pio Fabri für seine 2. Opernakademie nach London. Dort hatte Strada ihren ersten Auftritt als Adelaide in Händels Lotario. Ihr Gesang gefiel auf Anhieb, aber an ihrem Aussehen hatten die Engländer einiges auszusetzen. So schrieb die Händelverehrerin Mrs. Pendarves an ihre Schwester: „Die Strada ist die Primadonna, ihre Stimme ist ausnahmslos schön, ihr Stil perfekt, aber ihre Person sehr schlecht und sie macht schreckliche Grimassen mit dem Mund.“ Laut Charles Burney hatte die Sängerin es tatsächlich nicht leicht mit dem kritischen und snobistischen englischen Publikum: „Stradas persönlicher Charme half ihr nicht viel dabei, Parteigänger zu gewinnen oder das Auge zu erfreuen, um den Ohrenschmaus zu vergrößern; denn sie hatte so wenig von einer Venus in ihrer Erscheinung, dass man sie gewöhnlich „das Schwein“ („the pig“) nannte“.
In Anbetracht ihrer musikalischen Qualitäten sah Händel gerne über solche Äußerlichkeiten hinweg und machte die Strada für die folgenden acht Jahre bis 1737 zu seiner Primadonna. Er schrieb für sie mehr Partien als selbst für ihre Vorgängerin Francesca Cuzzoni oder ihre Nachfolgerin, die Francesina. So sang die Strada in den Uraufführungen von dreizehn Opere serie, von den ersten Oratorien und anderen Werken Händels, und darüber hinaus in zahlreichen Wiederaufnahmen älterer Werke (u. a. als Cleopatra in Giulio Cesare) und in acht Pasticci (darunter Ormisda (1730), Arbace (1734), und Oreste 1734), die Händel zum größten Teil aus Musik der damals modernen Neapolitaner Leonardo Vinci, Porpora, Leonardo Leo und Johann Adolph Hasse zusammenstellte. Bis 1733 verkörperte sie in Händels eigenen Opern die Titelrolle von Partenope (1730), die Partien der Cleofide in Poro (1731), Fulvia in Ezio, Elmira in Sosarme (1732) und Angelica in Orlando (1733). Die Titelrollen der Oratorien Esther (1732) und Deborah (1733), und die Josabeth in Athalia (1733) sang die Strada im Gegensatz zu anderen beteiligten italienischen Sängern in englischer Sprache, ohne dass man daran etwas auszusetzen hatte.
Obwohl sie nie so hohe Gagen verdiente wie vor ihr die Cuzzoni und die Bordoni, oder zur gleichen Zeit Antonia Merighi, erwies sich Stradas Verbundenheit mit Händel schon früh als besonders stark: als Giovanni Bononcini, der frühere Rivale Händels, ihr 1732 anbot in einer Serenata von ihm zu singen, lehnten sie und ihr Mann das als unangemessen ab und ließen dadurch (wohl unbeabsichtigt) das ganze Projekt platzen. Und als im Jahr darauf (1733) alle anderen Sänger einschließlich Senesino Händel im Stich ließen und zur konkurrierenden Opera of the Nobility überliefen, war Anna Maria Strada die einzige, die zu ihm hielt. Zum Dank schenkte Händel ihr ein Cembalo des von ihm geschätzten Instrumentenbauers Shudi. Spätestens von da an gehörte sie offenbar zu Händels Freunden und wurde zusammen mit ihm zu Gesellschaften eingeladen, wie beispielsweise im April 1734 bei Mrs. Pendarves, die an ihre Schwester schrieb: „Ich muss Ihnen von einer kleinen musikalischen Unterhaltung erzählen, die ich letzte Woche hatte; nie habe ich mir bei einer Gelegenheit mehr gewünscht, dass Sie und meine Mutter dabei gewesen wären. … Mr. Händel war in der besten Laune der Welt & spielte Lessons & begleitete Strada & alle Ladies, die von 7 Uhr bis 11 sangen. … Alle waren ganz entspannt und schienen erfreut.“.
Die Partien, mit denen Händel die Sängerin in den folgenden Jahren bedachte – und mit denen sie nun gegen die massive Konkurrenz von Cuzzoni und Farinelli ansingen musste – gehören teilweise zu den größten Perlen der Barockoper. 1734 sang sie neben dem neuen primo uomo Giovanni Carestini die Titelrolle in der extrem erfolgreichen Arianna in Creta und vor allem 1735 die Ginevra in Ariodante und die Titelpartie der Zauberin Alcina. 1736–1737 folgten Atalanta, Tusnelda in Arminio, Arianna in Giustino und die Titelrolle in Berenice; die letzten vier gemeinsam mit dem als Gizziello bekannten Soprankastraten Gioacchino Conti. Die Strada sang außerdem 1736 in der Uraufführung von Händels Alexanderfest.
Während ihrer Zeit in England entwickelte sich Anna Maria Strada von einer noch nicht sehr bekannten Sängerin zu einer Berühmtheit. Sie hatte außerdem beste Kontakte zur königlichen Familie und scheint sich besonders mit Prinzessin Anne verstanden zu haben, die selber eine Schülerin von Händel und große Musikliebhaberin war und private Konzerte bei Hofe gab. Auch nachdem die Prinzessin 1734 mit Prinz Willem von Oranien-Nassau verheiratet worden war, lud sie die Strada im Jahr 1736 nach Holland ein.
Als es im Juni 1737 zum Zusammenbruch der beiden konkurrierenden Londoner Opernkompanien kam, musste Händel sich mit dem Rest der Adelsoper im King’s Theatre zusammentun; dabei „opferte er Stradas Engagement für die Saison 1737-38“. Doch zunächst erlitt der Komponist einen körperlich-seelischen Zusammenbruch und schuldete Strada (und anderen Sängern) einen beträchtlichen Teil ihrer Gage. Laut Burney soll ihr Mann Aurelio del Pó ihm gedroht haben, die fehlende Summe einzuklagen. Hawkins berichtet jedoch, dass die Strada so großzügig gewesen sei, Schuldscheine zu akzeptieren, und nach anderen Quellen konnte Händel sie nach einem „Benefit“-Konzert zu seinen Gunsten, das am 28. März 1738 im Theatre at the Haymarket stattfand, auszahlen.
Ein Vorschlag für eine weitere italienische Opernsaison (1738–39) mit Strada und Caffarelli an der Spitze fand zwar die Unterstützung der Sängerin, kam aber in dieser Form nicht mehr zustande, weil der Sopranist ablehnte und man nicht genügend Subskribenten gefunden hatte. So reiste die Strada im Juni 1738 aus England ab.

### Rückkehr nach Italien
Bevor sie endgültig nach Italien zurückkehrte, folgte sie im Sommer des Jahres noch einmal einer Einladung von Prinzessin Anne nach Holland.
Danach ging sie nach Neapel, wo sie zusammen mit ihrem ehemaligen Londoner Kollegen Senesino im noch ganz neuen Teatro San Carlo auftrat. Im Karneval 1740 in Turin sang sie neben Gizziello (Gioacchino Conti) und Francesca Bertolli in Galuppis Adriano in Siria und in Leos Achille in Sciro.

Ihren letzten Auftritt auf der Opernbühne hatte sie im Januar 1741 im San Carlo in Neapel in der Oper Alceste in Ebuda von Gaetano Latilla, mit Caffarelli als primo uomo.
Danach lebte sie mit ihrem Mann Aurelio in einem Haus, das Caffarelli gehörte, in der Via Carminiello in Neapel.
Anna Maria Strada del Pò starb eineinhalb Jahre nach ihrem Mann am 20. Juli 1775 in der Gemeinde von Sant’Anna del Palazzo in Neapel mit 72 Jahren.

## Stimme und Kunst
Anna Maria Strada gilt als Lieblingssängerin von Händel, der sie nach Burneys Ansicht erst geformt habe. Sie musste in England gegen die Erinnerung an ihre beiden berühmten Vorgängerinnen Francesca Cuzzoni und Faustina Bordoni ansingen, und wurde auch mit beiden verglichen. Ähnlich wie die Cuzzoni war die Strada ein hoher Sopran mit großer Ausdrucksfähigkeit, andererseits besaß sie ähnlich virtuose Qualitäten wie Bordoni. Die Rollen, die Händel für Stradas Stimme schrieb, liegen im Allgemeinen im Ambitus von c’ bis h’’, nur ausnahmsweise forderte er von ihr ein hohes c’’’ (in Partenope, 1730), und ein tiefes h (in Ezio, 1732). 1737 im späten Pasticcio Didone gab er ihr die Orlandini zugeschriebene Arie „Ritorna a lusingarmi“ (urspr. für Margherita Giacomazzi aus Vivaldis Griselda, 1735), wo ein tiefes a vorkommt. In Wiederaufnahmen älterer Opern ließ Händel sie meistens Rollen der Cuzzoni singen, aber angereichert mit Bravourarien, die er ursprünglich für Bordoni oder für einen virtuosen Kastraten komponiert hatte (und die manchmal nach oben transponiert werden mussten).
Vorsicht ist geboten mit Burneys Behauptung, Strada sei bei ihrer Ankunft in England noch „ungeschliffen oder grob“ gewesen. In Wahrheit muss sie schon vorher eine sehr gute Sängerin gewesen sein: Quantz, der sie 1725 in Neapel hörte, nennt sie in einem Atemzug mit Farinelli und der berühmten Vittoria Tesi, mit denen sie in einer Reihe von Opern zusammenwirkte, und dass sie alle drei „brillierten“.
Und als Strada Ende 1729 nach England kam und vor der königlichen Familie sang, schrieb Prinzessin Amelia, die Sängerin habe eine

„…bezaubernde Stimme, und wir denken, sie ist all ihren Vorgängerinnen überlegen. Sie ist ungemein gut und leicht und hat genau die Art zu sprechen wie Cuzzoni.“

Selbst der Librettist Paolo Rolli, der Alles andere als unvoreingenommen war, weil er gegenüber Händel und seiner neuen Opern-Akademie einen feindseligen Groll hegte und mit den rivalisierenden Italienern befreundet war, äußerte sich 1729, kurz nach der Ankunft der Strada in London, ziemlich positiv über sie (wenn auch mit einigem Widerstreben):

„Die Strada gefällt sehr und von Hoch oben (ab Alto = Händel !) sagt man, sie singe besser als die beiden vorhergehenden, …
Die Signora Strada hat die ganze Geläufigkeit der Faustina, und die ganze Süße der Cuzzoni, …. , die Wahrheit ist, das die besagte Virtuosin eine einfache Kopie der Faustina ist, mit besserer Stimme und besserer Intonation, aber ohne deren Brio und Grazie.“

Andere meinten, Strada übertreffe ihre beiden Vorgängerinnen, besitze eine schöne („fine“) und bezaubernde („ravishing“) Stimme und darüber hinaus musikalische Wissenschaft, und auch ihr Spiel sei gut. Auch Burney spricht der Strada später musikalisches „Wissen und Gefühl“ zu („possessed of science and feeling“), und hebt einige „extrem lebendige, geistsprühende“ („Extremely spirited“) Arien hervor, die Händel für sie schrieb. Sie war jedoch ebenso zu tiefstem Ausdruck in der Lage, wie unter anderem in Alcinas Ah mio cor, schernito sei und Ombre pallide.

„Den besten Fund machte er aber an Signora Strada, einer wahren Perle des Gesanges. ...

Es gewährte ihm sicherlich eine große Genugthuung, sich mit einer Sängerin durchzubringen, bei welcher der Faustina-Kultus von vornherein unmöglich war. An Stimme der Cuzzoni ähnlich, lernte sie sich viel besser auf der Bühne bewegen, und scheint keine Spur von der Falschheit ihrer berühmten Vorsängerin besessen zu haben. Es gestaltete sich zwischen ihr und dem Tonmeister ein herzliches Freundschaftsverhältnis, das sich auch in sehr bewegten Zeiten als dauernd bewährte.“